# Oxtungeskäckmal
Oxtungeskäckmal (Tinagma anchusellum) är en fjärilsart som först beskrevs av Per Benander 1936.  Oxtungeskäckmal ingår i släktet Tinagma, och familjen skäckmalar. Arten är reproducerande i Sverige.